# 藤田西湖
藤田西湖（ふじた せいこ，1899年（明治32年）8月 - 1966年（昭和41年）1月4日）是繼承甲賀流忍術的忍術家以及武術家。為甲賀流忍術第14世傳人。本名「藤田勇治」（ふじた ゆうじ）。由於一生都討厭其本名，所以在其著作中都會將本名寫作「藤田勇」（ふじた いさむ）以及自稱為「藤田西湖」（ふじた　せいこ）。「西湖」則是作為畫家（也是指作為其忍術修行其中一部分的畫工達到頂級的程度）的雅號。從小就進行修行並繼承家傳的忍術，也因此有「最後的忍者」的稱號。除了甲賀流忍術以外，他也繼承南蠻殺到流拳法，大圓流杖術，心月流手裏劍術，一傳流捕手術等武術。
太平洋戰爭時，他協助陸軍中野學校的籌備，同校開校後，其作為教官而以忍術講義進行南蠻殺到流拳法的指導（藤田雖然並未向任何人教授甲賀流忍術，但在陸軍中野學校中，有以甲賀流忍術為基礎作為其精神論講義）。
戰後，他向摩文仁賢和（糸東流空手道創始人）等數名糸東流師傅教授南蠻殺到流拳法。這段期間，除了甲賀流忍術以外，均由武術家岩田万蔵從藤田這裡繼承了其傳承的所有流派。
他致力於收集日本傳統武術的古代文獻，無法借閱的資料則會親自抄寫。藤田死後，這些龐大的資料都由遺族捐贈給小田原市，現在以「藤田西湖文庫」名義收藏在小田原市立圖書館。藤田西湖文庫到了現在也被日本武道史研究者加以活用。

## 著作
- 『迷信打破 所謂心霊現象の原理及方法 心霊術の正体曝露』（修霊鍛身会，1921年2月）
- 『中風症の治し方』（修霊鍛身会本部，1929年4月）
- 『動脈硬化の予防と治療』（研真会出版部，1931年11月）
- 『日本武術流名録』（1948年7月）
- 『法術行り方繪解』（修霊鍛身社，1928年）
- 『忍術秘録』（千代田書院，1936年）
- 『忍術からスパイ戦へ』（東水社，1943年）
- 『手裏劍術図解教本』（武術研究所，1953年）
- 『最後の忍者どろんろん』（日本週報社，1958年）
- 『神道夢想流杖術図解』非売品（日本武術研究書，1958年9月）
- 『拳頭法極意 當身殺活法明解』非売品（日本武術研究所，1958年9月）
- 『武芸十八般名称術技略解』（日本武術研究所，1958年11月）
- 『図解 手裏劍術』（井上図書，1964年6月）
- 『図解 捕縛術』（井上図書，1965年6月）
- 『甲賀流忍者一代記』（東都書房，1968年）
- 『藤田西湖著作集』（名著刊行会，1986年9月）
- 『忍術秘録』復刻版（壮神社，1991年3月）
- 『法術行り方繪解』復刻版（壮神社，1991年3月）
- 『甲賀流忍者一代記』復刻版（壮神社，1991年12月）
- 『拳頭法極意 當身殺活法明解』復刻版（名著刊行会，1993年9月）
- 『図解 手裏劍術』復刻版（名著刊行会，1993年9月）
- 『神道夢想流杖術図解』復刻版（名著刊行会，1993年9月）
- 『図解捕縄術』復刻版（名著刊行会，1995年9月）
- 『最後の忍者どろんろん』復刻版，文庫本（新風舎，2004年11月）Template:Efn2

## 備註

### 出處
1. ↑  『陸軍中野學校教授「忍術」，第1期學生資料公開』：讀賣新聞 2012年6月18日
2. ↑  . 亞洲歷史資料中心 （日语）.
3. ↑   『秘録陸軍中野學校』 畠山清行・保阪正康編 新潮文庫 2003年 P176～P180